# 浙江國際影視中心
浙江國際影視中心是浙江廣播電視集團的總部之一，包括製作大樓、服務大樓、獨立製作樓等建築，地址是萧山區弘慧路399號。浙江國際影視中心的中心建築是製作大樓，高218米，地上有42層，地下有2層，總樓面面積19萬平方米，包括浙江衛視等媒體入駐這裡。製作大樓的裙樓設有8個演播廳，其中最大的攝影棚面積達2,500平方米。浙江國際影視中心還設有兩座服務大樓，其中A樓是浙江國際影視交流中心，B樓則是員工公寓。